# Jan II van Alençon (1409-1476)
Jan II van Alençon bijgenaamd de Schone (Argentan, 2 maart 1409 - Parijs, 8 september 1476) was van 1415 tot aan zijn dood hertog van Alençon en graaf van Perche. Hij behoorde tot het huis Valois-Alençon.

## Levensloop
Jan II was de tweede zoon van hertog Jan I van Alençon en diens echtgenote Maria, dochter van hertog Jan IV van Bretagne. In 1415 volgde hij op zesjarige leeftijd zijn vader op als hertog van Alençon en graaf van Perche.
Jan vocht mee in de Honderdjarige Oorlog en nam in 1424 deel aan de Slag bij Verneuil, waarbij de Engelsen de Fransen versloegen en Jan gevangengenomen werd. Pas in 1427 kwam hij na het betalen van losgeld terug vrij. Na zijn vrijlating zat hij echter zonder middelen, omdat het hertogdom Alençon tijdens zijn gevangenschap bezet werd door hertog Jan van Bedford, de oom van koning Hendrik VI van Engeland.
In 1429 werd hij een van de belangrijkste ondersteuners van Jeanne d'Arc. Na haar bijdrage in de ontzetting van de door de Engelsen belegerde stad Orléans, commandeerde Jan II samen met Jeanne de troepen van koning Karel VII van Frankrijk. Op 11 en 12 juni behaalden ze in de Slag bij Jargeau een belangrijke overwinning. In juli 1429 was Jan II aanwezig bij de kroning van Karel VII in Reims. Daarna belegerden Jan en Jeanne d'Arc Parijs, maar dit bleef zonder resultaat. Vervolgens streed Jan II in Normandië tegen de Engelsen en de Bretoenen. 
De verzoening tussen Frankrijk en Bourgondië in de Vrede van Atrecht bracht Jan II in conflict met Karel VII, omdat hij gehoopt had door de plundering van Bourgondië zijn losgeld en het verlies van zijn hertogdom te compenseren. Hij nam deel aan de samenzweringen tegen de koninklijke regering, die naar zijn mening onvoldoende rekening hield met de belangen van de Franse vorsten. Zo nam hij in 1440 deel aan de Praguerie-opstand. Nadat die door Karel VII werd neergeslagen, kreeg Jan II genade. In april 1440 nam hij deel aan de onderhandelingen met de Engelsen. Ook werd hij benoemd tot ridder in de Bourgondische Orde van het Gulden Vlies en nam hij in 1449/1450 deel aan de Franse herovering van Normandië. Bovendien kon hij in 1449 zijn hertogdom heroveren.
In 1455/1456 zwoer Jan II samen met hertog Richard van York, waarbij Jan hem voorstelde om hem enkele bolwerken in Normandië te schenken. Dit zou een nieuwe invasie van Frankrijk inluiden. Nadat het complot ontdekt werd, werd Jan II door Jan van Orléans gearresteerd en gevangengezet in Aigues-Mortes. In 1458 werd Jan II door het Cour des Pairs wegens majesteitsschennis ter dood veroordeeld, wat door Karel VII omgezet werd tot een levenslange gevangenschap in het Kasteel van Loches.
Na het overlijden van Karel VII werd Jan II in 1461 door diens zoon Lodewijk XI vrijgelaten. Hij bleef echter samenzweren tegen de Franse koning: zo maakte hij in 1465 deel uit van de Ligue du Bien Public en sloot hij in 1473 een bondgenootschap met de Bourgondische hertog Karel de Stoute. Als resultaat hiervan werd Jan II opnieuw gearresteerd en werden zijn bezittingen geconfisqueerd. 
Op 18 juli 1474 werd hij door het Parlement van Parijs opnieuw ter dood veroordeeld. De uitspraak werd echter niet uitgevoerd en in september 1476 stierf hij in gevangenschap in het Louvre.

## Huwelijken en nakomelingen
In 1424 huwde Jan met Johanna (1409-1432), dochter van hertog Karel van Orléans. Het huwelijk bleef kinderloos.
Na de dood van Johanna hertrouwde hij op 30 april 1437 met Maria (1420-1473), dochter van graaf Jan IV van Armagnac. Ze kregen twee kinderen:
- Catharina (1452-1505), huwde in 1461 met graaf Gwijde XV van Laval
- René (1454-1492), hertog van Alençon

Ook had hij meerdere buitenechtelijke kinderen:
- Jan
- Robert
- Johanna, gravin van Beaumont-le-Roger, huwde in 1470 met Guy de Maulmont
- Madeleine, huwde met Henri de Breuil